# Alain Eyobo
Oscar Alain Eyobo Makongo (ur. 17 października 1961 w Duali) – kameruński piłkarz, grał na pozycji napastnika.

## Życiorys
Eyobo ma za sobą udział w Mistrzostwach Świata 1982, na których nie zagrał ani jednego spotkania. W tym czasie był zawodnikiem kameruńskiego klubu, Dynamo Duala. Grał również w Unionie Duala, Bolusporze i CS Le Moule.